# Scarus psittacus
 Scarus psittacus és una espècie de peix de la família dels escàrids i de l'ordre dels perciformes.

## Morfologia
Els mascles poden assolir els 30 cm de longitud total.

## Distribució geogràfica
Es troba des del Mar Roig fins a Sodwana Bay (Sud-àfrica), les Hawaii, les Illes Marqueses, les Tuamotu, el sud del Japó i Shark Bay (Austràlia Occidental).